# Aleksander Wolodarski
Aleksander Wolodarski (polska: Aleksander Wołodarski), född 12 juli 1944 i Tjeljabinsk i Sovjetunionen, är en svensk stadsplanerare. Aleksander Wolodarski är far till DN:s chefredaktör Peter Wolodarski.

## Biografi
Aleksander Wolodarskis polsk-judiska familj hade under andra världskriget deporterats till Tjeljabinsk, där också han själv föddes. Han växte upp i Warszawa och gick arkitektutbildning i Moskva, Warszawa och Stockholm. Han hade år 1967 flyttat till Sverige för att studera svensk stadsplanering. När de antisemitiska utrensningarna inom det polska kommunistpartiet inleddes år 1968 beslutade han sig för att stanna kvar i Sverige. Han avlade examen 1972 vid KTH. 

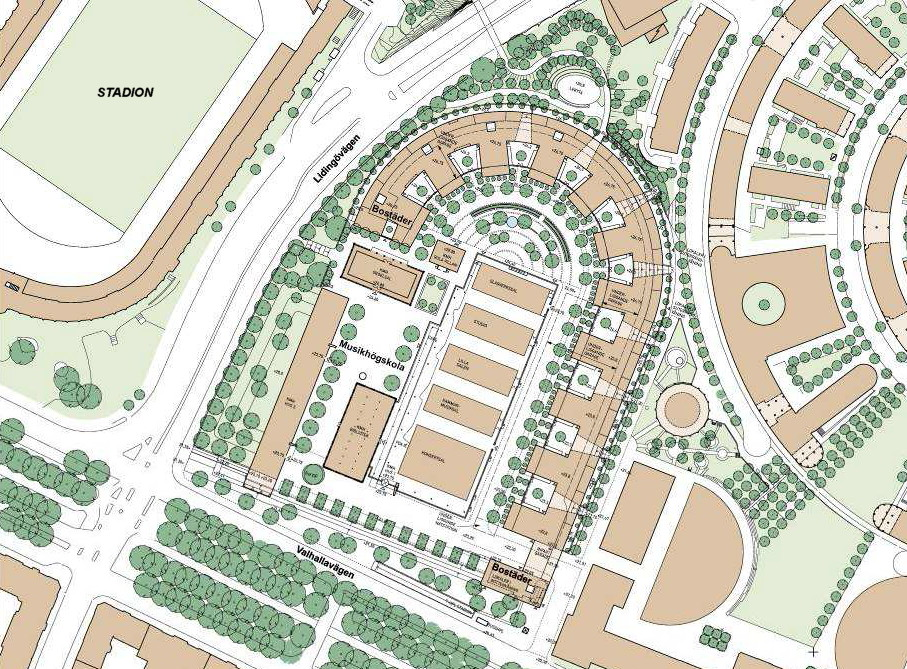
Situationsplan för Svea Fanfar, upprättad av Aleksander Wolodarski och Susanna Stenfelt på Stockholms stadsbyggnadskontor, 2010.

Han arbetar som stadsplanerare i Stockholms stadsbyggnadskontor och har sedan 1968 även egen verksamhet.
Wolodarski har varit framträdande i Stockholms stadsplanering sedan 1980-talet. Bland annat påverkade han utformningen av Kvarteret Hamnvakten, Sankt Eriksområdet, Raoul Wallenbergs torg och Starrbäcksängen samt Svea Fanfar på Gärdet. Han ansvarade för omgestaltningen av Kungsträdgården 1998.
Han var även engagerad i utformningen av Hagastaden. Enligt Aleksander Wolodarski är "Norra station det största jag gjort. Allt jag gjort tidigare är småflugor i jämförelse". Hans främsta skapelser här, de hårt kritiserade Tors torn, två 40-våningars höghus, avskrevs dock efter att den norske byggherren backade ur 2011. (I stället uppfördes i Hagastaden de Norra tornen ritade av arkitekt är Reinier de Graaf vid nederländska Office for Metropolitan Architecture (OMA).)

## Utmärkelser
- Sienapriset 2003 för Raoul Wallenbergs torg.
- Congress for the New Urbanism, CNU Charter Award 2004 för S:t Eriksområdet.